# Villa Manganelli (Catania)
La Villa Manganelli di Catania è l'unica opera realizzata dall'architetto palermitano Ernesto Basile nella città etnea.

## Storia
La villa fu progettata su commissione del principe Paternò di Manganelli, per le sue terze nozze, e iniziata a costruire nel 1907 su un piano di terreno rialzato in quella, che all'epoca era una zona di campagna periferica di espansione, non ancora inglobata interamente dalla città.
Anche quando venne ultimato il cantiere la villa non fu mai abitata e subì vari rimaneggiamenti nel corso del tempo. Nel 1947 la proprietà della villa venne acquisita da due famiglie catanesi che la ripartirono in parti distinte.
Il vincolo della Soprintendenza del Comune, sopraggiunto col decreto 18 agosto 1971, inseriscono l'edificio come bene culturale da salvaguardare.
Nel 1975 fu inaugurato alla villa uno stabile municipale.
Un incendio doloso nel 1981 danneggia irrimediabilmente gli interni dei primi due piani, rendendo in seguito necessario interventi di consolidamento e messa in sicurezza da parte della famiglia proprietaria degli spazi deturpati.
Dopo esser stata restaurata, viene oggi utilizzata per l'organizzazione di ricevimenti ed eventi.

## La villa
La villa è una struttura eclettica dalla forma di maniero medievale con evidenti influssi e motivi liberty ispirati alla secessione viennese.
Le decorazioni e gli affreschi sono opera di Salvatore Gregorietti.
L'elegante muraglia sottostante la villa è oggi scomparsa sostituita ai lati della scalinata monumentale da due blocchi edilizi moderni occupati dalle Poste italiane.

## Curiosità
La villa è stato uno dei set del celebre film Il Gattopardo di Luchino Visconti.